# Etude
etude（エチュード）はクオリティコンフィデンス株式会社によるアダルトゲームブランド。姉妹ブランドにeufonie（ユーフォニー）がある。本拠地は東京都板橋区。

## 概要
会社の設立日に関しては不明だが、2004年に発売となったゲーム『巫女舞 〜ただ一つの願い〜』の初回限定版おまけ本『舞』の中で、原画・キャラクターデザインを担当した植田亮は、「今から3年くらい前に、ゲームを作りませんか? という話が来まして―」としていることから、少なくとも2001年頃には現在のetudeか、あるいはこれに準じたブランドが既に形成されていたと思われる。
なお、etudeの読み方に関して当初『巫女舞』体験版では「エッチュード」としていたが、現在は「エチュード」となり公式サイトのトップ画面に読み方が掲載されている。また、ブランドのロゴマークでは「e」にアキュート・アクセントを付加して「étude」と表記される。
2005年・2006年は主だった活動がなかったため（公式サイトのTOP絵を年に1～2回更新する程度のものはあった）、ブランドが解散または活動休止していたと思っていた人も多かったが、2007年に『巫女舞』の発売から実に3年ぶりとなるソフト、『そして明日の世界より――』でようやく活動再開された。

## 沿革
- ～2001年 会社設立
- 2004年7月28日 etude公式サイトオープン

## 作品一覧

### etude
| # | 発売日         | タイトル                                   | 原画                                 | シナリオ                                     | 音楽                                 |
| - | -------------- | ------------------------------------------ | ------------------------------------ | -------------------------------------------- | ------------------------------------ |
| 1 | 2004年11月26日 | 巫女舞 〜ただ一つの願い〜                  | 植田亮                               | 秋史恭、伊藤光司、草里マア、健速、九頭竜坂瞬 | 羽越実有、中沢伴行                   |
| 2 | 2007年11月22日 | そして明日の世界より――                     | 植田亮                               | 健速                                         | 井内舞子                             |
| 3 | 2010年8月27日  | 秋空に舞うコンフェティ                     | 植田亮                               | 若瀬諒                                       | 菊地創                               |
| 4 | 2011年12月22日 | 七つのふしぎの終わるとき                   | 植田亮                               | 竹田、青葉大                                 | 一色由比、隅石良菜                   |
|   | 2014年10月31日 | etude 10th anniversary collector's edition | 上記4作品が収録されたコンプリートBOX | 上記4作品が収録されたコンプリートBOX         | 上記4作品が収録されたコンプリートBOX |

### eufonie
| #    | 発売日         | タイトル               | 原画                         | シナリオ                       | 音楽               |
| ---- | -------------- | ---------------------- | ---------------------------- | ------------------------------ | ------------------ |
| 1    | 2006年11月24日 | カラフルアクアリウム   | 木場智士                     | 尾之上咲太                     | ROMANTIC-OBSESSION |
| 2    | 2009年12月11日 | ひだまりバスケット     | 木場智士、御奈瀬             | きーたん、尾之上咲太           | Peak A Soul+       |
| 3    | 2012年12月21日 | 恋剣乙女               | 立羽                         | 長谷川藍                       | Elements Garden    |
| 3 FD | 2014年4月25日  | 恋剣乙女～再燃～       | 立羽                         | あおいひなた、青葉大、折畑啓助 | 琉姫アルナ         |
| 4    | 2017年5月26日  | はにデビ！ Honey&Devil | 早川ハルイ、桜みさき(SD原画) | 相良中通、樹原新、近江千竜     | ALVINE             |

## 主な参加スタッフ
原画
- 植田亮

シナリオ
- 健速
- 若瀬諒